# Paraguitelia problematica
Paraguitelia problematica är en skalbaggsart som först beskrevs av Friedrich F. Tippmann 1951.  Paraguitelia problematica ingår i släktet Paraguitelia och familjen långhorningar. Inga underarter finns listade i Catalogue of Life.